# Heinz Herbert Karry-Preis
Der Heinz Herbert Karry-Preis ist eine Auszeichnung der in Frankfurt am Main ansässigen Heinz Herbert Karry-Stiftung.  Der im Jahr 1982 initiierte Preis wurde zum Andenken an den im Mai 1981 ermordeten hessischen Staatsminister und FDP-Vorsitzenden Heinz-Herbert Karry gestiftet.
Der Preis soll Persönlichkeiten verliehen werden, die sich durch Wort, Schrift oder Handeln für den freiheitlichen, demokratischen und sozialen Rechtsstaat eingesetzt haben. Er ist mit 5000 Euro dotiert und wird in zweijährigem Turnus vergeben. Im Rahmen einer öffentlichen Veranstaltung im Kaisersaal des Frankfurter Rathauses werden eine Urkunde und eine goldene Medaille mit dem Konterfei des Politikers an die Preisträger überreicht.

## Preisträger
- 1983 – Theodor Eschenburg
- 1985 – Wolf Graf Baudissin
- 1987 – Ernst Benda
- 1989 – Otto Esser
- 1991 – Liselotte Funcke
- 1993 – Ignatz Bubis[2]
- 1995 – Hermann Rappe
- 1997 – Manfred Rommel
- 1999 – Johann Philipp von Bethmann
- 2001 – Richard Schröder
- 2003 – Jutta Limbach
- 2005 – Joachim Gauck
- 2007 – Paul Kirchhof
- 2009 – Ludwig Georg Braun
- 2014 – Klaus von Dohnanyi[3]